# Sengzhao
Sengzhao ou Seng-Chao (chinois : 僧肇 ), 374-414) est un célèbre moine bouddhiste chinois,, un des principaux disciples du grand traducteur Kumārajīva, et un important représentant de l'école des Trois traités (Sānlùn zōng 三论宗) du Mādhyamika chinois. Sa courte vie n'influença pas moins la formation et l'assimilation du bouddhisme en Chine.

## Biographie
Originaire de Jingzhao (actuel Xi'an), il étudie dans sa jeunesse les écrits de Laozi et de Zhuangzi, après la lecture du Vimalakīrti nirdeśa Sūtra, séduit par la sagesse profonde du bouddhisme, il devient moine auprès de Kumārajīva sous la direction duquel il étudie les œuvres de Nāgārjuna. 
Il aide son maître Kumārajīva à traduire des soutras et des traités, en même temps il écrit des commentaires sur des termes cruciaux du bouddhisme tels que la vacuité (sk: śūnyatā; ch: kōng 空), la transformation formelle, la grande sagesse (sk: prajñāpāramitā; ch: bōrè 般若), qui sont approuvés par son maître spirituel. Il interprète et élabore une synthèse des points de vue philosophiques indiens et chinois dans un style littéraire gracieux que son maître admire et approuve sans réserve : « Pour la compréhension (des sujets traités) je suis aussi excellent que toi, mais pour la façon de l'interpréter, je dois joindre mes deux mains (pour te montrer mon estime) ».  Ses écrits réunis sous le titre des Traités de Sengzhao (Zhàolùn 《肇论》) comportent trois essais principaux intitulés L'immutabilité des choses, La vacuité de l'irréel, Prajnâ n'est pas connaissance .